# 呂囦
呂囦（1418年—1484年），又作吕渊，字希顏，號復菴，直隸蘇州府常熟縣人，明朝政治人物。

## 生平
正統三年（1438年）戊午科應天鄉試第三名。正統四年（1439年）聯捷己未科進士，六年九月授行人司行人，十年三月擢監察御史，十二年巡按直隶，十四年（1449年）十二月遷湖廣按察司副使，天顺七年（1463年）二月升雲南按察使，成化三年（1467年）九月官至雲南左布政使，十一年（1475年）正月入觐，以老疾致仕，二十年去世，年六十七。

## 著作
著有《復菴集》。

## 家族
曾祖呂茂之。祖父呂明德。父呂宗敬。